# Daphne Rubin-Vega
Daphne Rubin-Vega (* 18. November 1969 in Panama-Stadt, Panama) ist eine panamaisch-amerikanische Theater- und Filmschauspielerin. Der Durchbruch gelang ihr mit dem Broadway-Musical Rent. Bekannt wurde sie vor allem als Gloria in dem Film Wild Things (1998).

## Leben
Daphne Rubin-Vega wuchs als Tochter eines Holzfällers und einer Krankenschwester in Panama-Stadt auf. Ihr Stiefvater Leonard Rubin ist Drehbuchautor. Mit zwei Jahren kam Rubin-Vega in die Vereinigten Staaten. Ihre Mutter starb, als Rubin-Vega erst zehn Jahre alt war.

## Theaterkarriere
Daphne Rubin-Vega lernte Theaterspiel im William Espers Studio in New York und studierte bei der New Labyrinth Theater Company. Gleichzeitig versuchte sie sich mit einer Girlgroup als Sängerin und auch als Solokünstlerin. Anschließend studierte sie an der NYU Film School, um Regisseurin zu werden.
Mit ihrem musikalischen Talent gelang es ihr, eine Rolle als Mimi in dem Musical Rent, einer zeitgenössischen Adaption von La Bohème zu erlangen, die ihren Durchbruch markierte. Beim Vorsprechen versuchte sie sich an Roxanne von The Police. Für die Rolle wurde sie für einen Tony Award nominiert und erhielt einen Theatre World Award. An der Filmadaption konnte sie nicht teilnehmen, da sie zu diesem Zeitpunkt schwanger war, weshalb Rosario Dawson die Rolle übernahm.
Eine weitere Nominierung erhielt sie für ihre Rolle in Anna in the Tropics.
Weitere Rollen waren Lucy in Jack Goes Boating, Magenta in der Rocky Horror Show, Fantine in Les Misèrables und Stella im Klassiker A Streetcar Named Desire (deutsch: Endstation Sehnsucht).
2014 spielte sie in New York in einer Off-Broadway-Show die Vagina-Monologe in spanischer Sprache.

## Als Filmschauspielerin
Nach einigen kleineren Nebenrollen, debütierte sie 1998 als Filmschauspielerin im Erotik-ThrillerWild Things für den sie als beste Nebendarstellerin mit dem Blockbuster Entertainment Award ausgezeichnet wurde. Es folgte 1999 Makellos von Joel Schumacher. Weitere Filmrollen hatte sie in Skeleton Woman (2000), Sex and the City: Der Film (2008) sowie Rachels Hochzeit (2008).
2010 durfte sie ihre Broadway-Rolle Lucy in der Filmadaption Jack in Love von Philip Seymour Hoffman wiederholen. Außerdem war sie in den beiden Fernsehserien Hustling (2011–2014) und Smash (2013) zu sehen.

## Musikalische Karriere
Ende der 1980er war sie Leadsängerin der Girlgroup Pajama Party, die 1989 und 1990 drei Song in den US-Billboard-Charts hatte. Für David Bowie steuerte sie bei dem Soundtrack für Die Reise ins Labyrinth (1986) Background-Vocals bei. Nach dem Ende von Pajama Party versuchte sie sich als Solokünstlerin zu etablieren und veröffentlichte mehrere Dance-Singles. 1996 war sie mit dem Song I Found It in den Hot Dance Music/Club Play-Charts erfolgreich.
1999 nahm sie das Album Souvenirs für das Label Mercury Records auf, das jedoch nie erschien, da Rubin-Vega wie viele Künstler von Mercury nach der Fusion von Polygram und Universal Records entlassen wurde. Allerdings beharrte das Label auch auf seinen Rechten und versagte der Künstlerin, die Songs neu aufnehmen zu lassen. Sie erhielt eine Abfindung in Höhe von etwa 325.000 US-Dollar. Sie verteilte die nicht genutzten Promo-CDs dann an Besucher der Rocky Horror Show am Broadway und ermutigte diese, das Album zu leaken. Später wurde das Album für die Charity-Veranstaltung Broadway Cares genutzt.
2003 hatte sie mit dem Elton-John-Cover Rocket Man einen kleineren Dancehit in den USA. Mit Andrew Underberg und Sam Haft kam sie 2024 mit Out of Love, einem Song aus Hazbin Hotel, in die offiziellen britischen Charts.

## Theaterrollen (Auswahl)
- 1996–2008: Rent
- 2000–2002: The Rocky Horror Show
- 2003–2004: Anna in the Tropics
- 2006–2008: Les Misérables
- 2012: A Streetcar Named Desire
- 2014: The Vagina Monologue (in Spanisch)
- 2016: Miss You Like Hell

## Filmografie (Auswahl)
- 1988: The Occultist
- 1995: Lotto Land
- 1996: New York Undercover (Fernsehserie, Folge 3x11)
- 1998: Wild Things
- 1999: Makellos (Flawless)
- 2000: Skeleton Woman
- 2003: Justice
- 2003: Virgin
- 2005: Life on the Ledge
- 2008: Sex and the City – Der Film (Sex and the City)
- 2008: Rachels Hochzeit (Rachel Getting Married)
- 2010: Jack in Love (Jack Goes Boating)
- 2011: Union Square
- 2011–2014: Hustling (Fernsehserie, zwölf Folgen)
- 2013: Smash (Fernsehserie, acht Folgen)
- 2014: Fall to Rise
- 2014: Emoticon ;)
- 2020: Katy Keene (Fernsehserie, neun Folgen)
- 2021: The Blacklist (Fernsehserie, Folge 8x19)
- 2021: In the Heights
- 2021: The Same Storm
- 2022: Allswell
- 2022: Bleecker
- 2023: Accused (Fernsehserie, Folge 1x02)
- 2023: The Changeling (Fernsehserie, Folge 1x03)
- 2023: Bucky F*cking Dent
- 2023: Ezra – Eine Familiengeschichte (Ezra)
- 2024: Hazbin Hotel (Fernsehserie)
- 2024: Only Murders in the Building (Fernsehserie)

## Diskografie

### Cast-Alben
- 1996: Rent – Original Broadway Cast Recording (DreamWorks Records)
- 1996: Selections from Rent – Original Broadway Cast Recording (DreamWorks Records)
- 2001: Richard O’Brien’s The Rocky Horror Show – The New Broadway Cast Recording (RCA Victor)

### Solo
Alben
- 1997: Souvenirs (zunächst unveröffentlicht, 2002 limitierter Release im Rahmen einer Charity-Aktion)
- 2006: Redemption Songs (Sh-K-Boom Records)

Singles
- 1994: When You Love Someone (als Daphne, Maxi Records)
- 1995: Change (als Daphne, Maxi Records)
- 1995: I Found It (als Daphne, Maxi Records)
- 2003: Rocket Man (Emerge Records)

Samplerbeiträge
- 2001: Feliz Navidad auf Broadway Cares – Home for the Holidays

### Mit Pajama Party
Alben
- 1989: Up All Night (Atlantic Records)
- 1991: Can’t Live Without It (Atlantic Records)

Singles
- 1988: Yo no sé
- 1989: Hide and Seek
- 1989: Over and Over
- 1991: Got My Eye on You

### Gastbeiträge
- 1986: David Bowie: Underground (Background-Gesang, aus dem Soundtrack zu Die Reise ins Labyrinth)
- 1987: The Jamaica Boys: Same (LP, Background-Gesang)
- 1993: DJ Jazzy Jeff & Fresh Prince: Can’t Wait to Be With You (Background-Gesang)
- 1997: Sunday Club: Reinventions (Feature-Gast)
- 2011: Lance Horne: Orpheus (Gast auf dem amazon.com-Exclusive-Album First Things Last)